# Yamato (Kanagawa)
Yamato (Japans: 大和市, Yamato-shi) is een stad in de prefectuur Kanagawa in Japan. De oppervlakte van deze stad is 27,06 km² en medio 2010 heeft de stad ruim 226.000 inwoners.

## Geschiedenis
Yamato is al sinds de oude steentijd bewoond en in de regio zijn vele vondsten uit die periode. Van de Kamakuraperiode tot het Tokugawa-shogunaat speelde de regio een belangrijke politieke rol.
Yamato werd op 1 februari 1959 een stad (shi).
Op 1 november 2000 werd Yamato uitgeroepen tot speciale stad.

## Verkeer
Yamato ligt aan de Tōkaidō Shinkansen van de Central Japan Railway Company, aan de Den’entoshi-lijn van Tōkyū, aan de Sagami-hoofdlijn van de Sagami Spoorweg (Sōtetsu) en aan de Odakyu Enoshima-lijn van Odakyu.
Yamato ligt aan de Tomei-autosnelweg, aan de nationale autowegen 16, 246 en 467 en aan de prefecturale wegen 40, 45, 50, 56 en 451.

## Economie
In Yamato is een steunpunt van het Amerikaanse leger.

## Aangrenzende steden
- Ayase
- Ebina
- Fujisawa
- Machida
- Sagamihara
- Yokohama
- Zama

## Stedenband
Yamato heeft een stedenband met
- Gwangmyeong, Zuid-Korea

## Geboren in Yamato
- Mitsuko Horie (堀江 美都子, Horie Mitsuko), zangeres, stemactrice
- Eiko Kawashima (川嶋栄子, Kawashima Eiko), zangeres, schrijfster van liedjes
- Ryuichi Kawamura (河村隆一, Kawamura Ryūichi), musicus, leadzanger van Luna Sea
- Hiroshi Nagano (長野 博, Nagano Hiroshi), zanger en acteur
- Takeo Kawamura (川村 丈夫, Kawamura Takeo), honkbalspeler
- Jungo Fujimoto (藤本 淳吾, Fujimoto Jungo), voetballer
- Noriko Narazaki (楢崎 教子, Narazaki Noriko, geboortenaam 菅原, Sugawara), judoka